# 수묵화

소나무를 나타내고 있는 수묵화

수묵화(水墨畫, ink wash painting)는 동아시아의 그림 그리기 기법으로, 채색을 쓰지 않고, 수묵으로 짙고 옅은 효과를 내어 그린 그림을 가리킨다. 먹그림이라고도 하고 간단히 묵화(墨畫)라고도 한다. 서예와 같이 검은 빛깔의 물감만을 이용하며 다양한 농도로 나타낼 수 있다.
서양 미술에서는 이와 비슷한 기법으로 종이에 나타낸 작품을 일반적으로 소묘로 분류하고 있다.

## 역사
수묵화는 중국 당나라 (618-907년) 시기에 처음 개발되었다. 수묵이라는 단어는 당나라의 시인인 유상의 시 구절에서 언급되었다. 왕유는 일반적으로 기존의 수묵화에 색을 입힌 화가로 알려져 있다. 이 예술은 송나라 (960-1279년) 시기에 더 세련된 방식으로 발전하였다. 중국이 먹물을 발견한 직후에는 한국에도 전래되었다.

## 기법
- 백화

- 수묵화

- 파묵

- 발묵

## 화목의 종류
수묵화로 그릴 수 있는 화목은 산수, 인물, 수석, 화조, 영모, 사군자 등이있다.

## 같이 보기
- 동양 미술